# Station Epsom
Epsom is een spoorwegstation van National Rail in Epsom, Epsom and Ewell in Engeland. Het station is eigendom van Network Rail en wordt beheerd door Southern. Het station is geopend in 1859.